# Leucandra lunulata
Leucandra lunulata är en svampdjursart som beskrevs av Ernst Haeckel 1872. Leucandra lunulata ingår i släktet Leucandra och familjen Grantiidae.
Artens utbredningsområde är havet utanför Sydafrika. Inga underarter finns listade i Catalogue of Life.